# Anidrytus pilosus
Anidrytus pilosus es una especie de coleóptero de la familia Endomychidae.

## Distribución geográfica
Habita en Brasil.